# Gonolobus donnellsmithianus
Gonolobus donnellsmithianus är en oleanderväxtart som beskrevs av Louis Otho Otto Williams. Gonolobus donnellsmithianus ingår i släktet Gonolobus och familjen oleanderväxter. Inga underarter finns listade i Catalogue of Life.